# Thomas Ortner
Thomas Ortner (* 29. Dezember 1948 in Linz, Oberösterreich; † 12. Juli 2013) war ein österreichischer Journalist.
Er war 37 Jahre lang Mitarbeiter im innenpolitischen Ressort der ORF-TV-Information und von 1987 bis 1989 Chefredakteur der Vorarlberger Nachrichten.

## Leben
Er begann seine journalistische Laufbahn nach bestandener Matura am Bundesrealgymnasium Dornbirn 1968 als Reporter beim ORF in Wien, nachdem er zuvor bereits als Mittelschüler Reporter für die Ressorts Sport, Lokales und Kultur der Regionalzeitung Vorarlberger Nachrichten gewesen war.
Beim ORF in Wien gestaltete er zunächst für einige Monate Beiträge für das wöchentliche TV-Magazin Horizonte, wechselte ab 1969 zum innenpolitischen Ressort der Zeit im Bild, das damals Gerhard Weis leitete und kam 1971 zurück in den TV-Magazinbereich, wo er innenpolitische Beiträge für das von Alfred Payrleitner und Hannes Leopoldseder geleitete TV-Wochenmagazin Querschnitte produzierte.
1975 gehörte Thomas Ortner als innenpolitischer Journalist zum Gründungsteam der Zeit im Bild 2 unter Chefredakteur Kuno Knöbl. Er wurde ein Jahr später dort stellvertretender Ressortchef der Inlandsredaktion und arbeitete regelmäßig als einer der Chefs vom Dienst der Zeit im Bild 2, die im Frühjahr 1977 für herausragende Leistungen mit der „Goldenen Kamera“ ausgezeichnet wurde.
Nach der Rückkehr von Alfred Payrleitner in den ORF kehrte Ortner 1979 neuerlich in den Dokumentationsbereich zurück und wurde einer der Autoren des Monatsmagazins Im Zentrum, das 1980 durch das politische Wochenmagazin Politik am Freitag abgelöst wurde. Ortner war Reporter und Chef vom Dienst dieser von Alfred Payrleitner und Peter Rabl geleiteten Sendereihe.
1984 wurde Ortner Mitglied der innenpolitischen Redaktion beim aktuellen Dienst und wurde regelmäßig als Chef vom Dienst der Zeit im Bild eingesetzt.
1987 trat er bei den Vorarlberger Nachrichten für zwei Jahre die Nachfolge seines Vaters Franz Ortner an, der dort ab 1969 Chefredakteur war. Danach kehrte er wieder nach Wien zum ORF zurück, wo er für den von Johannes Fischer geleiteten Inlandsreport als Beitragsautor tätig wurde und einige Monate später wieder in die Inlandsredaktion der Zeit im Bild landete, wo er neuerlich regelmäßig als Chef vom Dienst im Einsatz war.
Ortner trat 1992 die Nachfolge von Helmut Pfitzner als Leiter der Parlamentsredaktion an. Damit übernahm er die redaktionelle Verantwortung für das Parlamentsmagazin Hohes Haus und stellte dieses vom 14-Tage-Rhythmus auf wöchentliches Erscheinen um. Die Live-Übertragungen aus dem Parlament wurden von Ortner forciert und stark ausgebaut. Seine Erfahrungen mit der Parlamentsberichterstattung konnte der in den 90er-Jahren als Chef vom Dienst großer Wahlsendungen zur Geltung bringen. Er war für die Planung und Abwicklung der Wahlsondersendungen bei den Nationalratswahlen 1995, 1996 und 1999 sowie bei der Bundespräsidentenwahl 1998 und bei der EU-Wahl 1999 zuständig.
Nach elf Jahren als Chef der Parlamentsredaktion wechselte Thomas Ortner im Jänner 2003 letztmals sein Aufgabengebiet und wurde Stellvertreter von Chefredakteur Werner Mück, der für die gesamte Fernsehinformation – von den Zeit im Bild-Sendungen bis zu den politischen Magazinen – zuständig war. Thomas Ortner wurde im September 2003 mit dem Goldenen Ehrenzeichen für Verdienste um die Republik Österreich ausgezeichnet.
Anfang 2007 trat Ortner auf Grund eines schweren Herzleidens nach 39 Arbeitsjahren den Ruhestand an. Er starb im Juli 2013 an den Folgen einer Krebserkrankung.